# Egyházashollós
Egyházashollós es un pueblo ubicado en el distrito de Körmend, en el condado de Vas, Hungría.

## Superficie
Posee una superficie de 19,04 kilómetros cuadrados.

## Demografía
Hasta 2019 la población era de 521 habitantes, con una densidad de población de 27,36 habitantes por kilómetro cuadrado.